# ナニワ銭道
『ナニワ銭道 - もうひとつの「ナニワ金融道」』（ナニワぜにどう もうひとつのナニワきんゆうどう）は、及川コオおよび青木雄二プロダクションによる日本の漫画。『ナニワ金融道』のスピンオフ作品である。徳間書店の『週刊アサヒ芸能』に2009年から2013年まで連載された。
2014年に映画化されている。

## 登場人物
青威 雄一郎（あおい ゆういちろう）
主人公。容姿は「ナニワ金融道」の主人公・灰原達之に酷似している。名前の通り非情になりきれない青い性格であり、思い込んだら一直線の青年。元々は市役所で働いていたが失恋を機に上京し、漫画家を志すようになる。キャバクラでボーイとして働いていたところ、同僚であるコヤブから起業の相棒として誘われ、彼の決意の固さを知りキャバクラを辞めて部下となった。仕事内容は所謂「与信」で、企業の社長らから他の企業や重要人物の調査などを行っている。仕事では主に標的の車にGPSを取りつけての尾行や会社や店に対して潜入捜査を行う。
小藪 蛙次（こやぶ けいじ）
もう一人の主人公。通称「コヤブ」。登場初期は40歳。青威の上司にして相棒で彼を「青ちゃん」と呼ぶ。彼の誠実さを買い仲間に勧誘した。元々はとあるリサーチ（金融）会社に勤めており、忠犬として社内の不満分子たちをスパイし弱みを握って罠に掛けリストラに追い込んでいた。また裏金作りの中心にもいた。社長がなくなったため、その跡を継いで会社を興そうとするが脇賀たちに裏切られ金を持ち逃げされてしまう。闇金から借りた5000万の借金だけが残り、追ってから逃げていたところ潜伏先を何者かによって密告され、逃げる最中にわき見運転していたトラックと衝突しコヤブは重体。同乗していた妻は死亡した。この保険金で闇金の借金は完遂するも復讐心は失われず、妻を死に追いやった当時の闇金の関係者を社会的に抹殺。かつての仲間たちや正体不明の密告者の行方を捜している。
仕事では青威に指示したり標的を挫くための作戦などを提案することが多い。
下品 銀三（げしな ぎんぞう）
コヤブの先輩。通称「オッチャン」。以前は与信を行っており、現在は居酒屋を経営しつつ闇の世界での情報屋として活動している。与信の仕事はコヤブと青威が引き継ぎ、彼らの後方支援を担う。
下品 真季（げしな まき）
銀三の娘。初登場時は27歳。夫がいたが相手の浮気が原因で離婚しており、現在は大手の調査会社に勤務している。中盤辺りから出番が増え始め、コヤブらに協力したり、友人の悩みなどを相談したりなど仲介を行うようになる。
浅間 士郎（あさま しろう））
コヤブの協力者で金次第で様々な情報を渡してくれる不良刑事。階級は警部補。

### コヤブの関係者
比留山 為吉（ひるやま ためきち）
「ヒルヤマ経済研究所」の所長を自称しているが、正体は指名手配されている詐欺師。ただしそうなった経緯にはコヤブが大きく関係している。元々は彼と同じ会社に勤める後輩であり、勝手に5000万の借金の保証人にされてしまったためヤクザに捕まってしまった。以後はすっかり落ちぶれ、詐欺に手を出してその日の糊口を凌ぎながらコヤブへの復讐を目論んでいた。手始めに青威に「コヤブの友人」を名乗って近づき、スパイを依頼するが逆に裏切られ激怒。コヤブもろとも彼らを轢き殺そうとしたが失敗。その後、コヤブの反撃により警察に通報され、やむなく逃亡。しばらく身を隠していたが再び活動を開始。今度は元ヤクザだった殺し屋にコヤブの殺害を依頼する。しかし殺し屋が返り討ちに遭い警察に捕まったため、いつか復讐を果たすことを誓いながら姿を消した。再登場はせず、最終的な決着は描かれることはなかった。
我目津 一郎（がめつ いちろう）
コヤブのかつての同僚。「ガメツ食品」の社長だったがコヤブらによって食品偽装が明るみとなり退陣。しかし大株主という立場は変わらないため現在は会長の座に納まり、実質的にガメツ食品の経営者として君臨し続けている。初期から終盤にかけて幾度も登場し、要所要所で物語に顔を出しており出番が非常に多い。
単坪 計介（たんつぼ けいすけ）
コヤブのかつての同僚。コヤブ曰く「カネこそロマンとうそぶいている」。現在はリフォーム会社「ヘタレホーム」の社長だが、正体はリフォーム詐欺グループの頭目。コヤブのことを恐れており彼と会っただけでインポテンツになってしまったほど。「人を騙すのが生きがいの策略家」とコヤブのことを語っていたが、彼の愛人からすれば「アンタと一緒」とのこと。ヤクザの組員の振りをしてとある邸宅を無理やり売却させ、その手数料をもらうことで稼ごうとしていたがコヤブらによって失敗となり、最後は社員たちと共に警察に逮捕された。
下呂 吐夫（げろ はきお）
コヤブのかつての同僚。当時の脇賀の片腕。コヤブ曰く「スケベなギャンブル狂」。現在行方不明となっている。が、後に通天閣の付近で不動産会社を経営していることが判明し、何者かに襲われ重体となり現金1000万を強奪されたことがニュースで語られた。
脇賀 苦佐志（わきが くさし）
コヤブのかつての同僚。コヤブ曰く「冷酷非情な強欲野郎」。現在行方不明となっている。裏金の2億円を我目津らと山分けを提案するが、実際に彼らと山分けたのは1億円だけで残りの1億は懐に入れた模様。

### その他の人物
加須馬 イクミ（かすは イクミ）
元レースクイーンで現在は我目津の愛人をやっている妙齢の女性。我目津を「パパ」と呼んでいるが浮気していたりするなど愛情は薄く、目的のために彼に近づいているに過ぎない。だが彼のことは「良き理解者」とも述べており、基本的には我目津の味方をする。当初は可愛げのある我儘な女性を装っていたが実際は聡明な頭脳を持った悪女で、ガメツ食品の食品偽装が明るみに出ると本性の一端を表し、機転によって我目津の失脚を回避した。
その正体は実業家「横島大蔵」の三女。ただし長女と次女とは母親が違うことから家族から迫害同然の扱いを受け、父の葬列にも参加させてもらえなかった過去がある。

## 映画
2014年7月12日から東京・シネマート六本木にて2週間限定、同月19日から大阪・シネマート心斎橋にて1週間限定で公開された。R15+指定。

### 映画スタッフ
- 監督：萩庭貞明
- 製作：小石川伸哉
- 企画：藤門浩之、前田茂司、尾川匠
- プロデューサー：三好順作、小松俊喜
- 原作：青木雄二プロダクション、及川コオ（作画）、西田真二郎（原案協力）
- 脚本：池谷雅夫
- 撮影：田中一成
- 照明：田辺浩
- 美術：安藤篤
- 録音：福田伸
- 音楽：元倉宏
- 助監督：高明
- 制作担当：酒井元舟
- 法律監修：本村健太郎

### 映画キャスト
- 青威雄一郎 - 窪田正孝
- 小籔蛙次 - 的場浩司
- 臼井敦 - 駿河太郎
- 我目津金太郎 - 森本亮治
- 我目津一郎 - 升毅
- 桃黒瞳 - 谷村美月
- 下品銀三 - 大杉漣